# 전류 밀도
전류 밀도(電流密度, current density)란 도체의 단면에서 단위 면적당 흐르는 전류를 의미한다. 통상적인 기호는 {\displaystyle J}이며, 국제 단위는 암페어 매 제곱미터다.

## 공식
{\displaystyle J={\frac {I}{S}}}
J = 전류밀도
I = 흐르는 전류
S = 단면적

## 같이 보기
- 홀 효과
- 양자 홀 효과
- 초전도 현상
- 전자 이동도
- 유효 질량
- 전기저항
- 시트 저항